# Norbert Geipel
Norbert Geipel (* 19. November 1928 in Bad Brambach; † 26. August 2008 in Neubrandenburg) war ein deutscher Politiker (SED). Er war Kandidat des Zentralkomitees der SED (Sozialistische Einheitspartei Deutschlands) und über ein Vierteljahrhundert lang Sekretär für Landwirtschaft der Bezirksleitung Neubrandenburg der SED.

## Leben
Geipel, Sohn eines Eisenbahnarbeiters und einer Näherin, besuchte von 1935 bis 1939 die Volksschule, anschließend von 1939 bis 1947 die Oberschule in Oelsnitz. 1947 legte er dort sein Abitur ab. Von Juli 1945 bis Januar 1946 war er zunächst als Landarbeiter, dann 1947/48 als landwirtschaftlicher Praktikant in Bad Brambach tätig. Von September 1948 bis 1950 studierte er an der Landwirtschaftlichen Fakultät der Universität Greifswald, anschließend von 1950 bis Juni 1951 an der Landwirtschaftlichen Fakultät der Universität Halle. Sein Studium schloss er als Diplom-Landwirt ab.
Im Mai 1949 wurde er Kandidat, vier Jahre später, im Mai 1953, Mitglied der SED. Von September 1951 bis April 1952 arbeitete er als Referent im Ministerium für Land- und Forstwirtschaft der Landesregierung Brandenburg. Von April bis August 1952 war er als  landwirtschaftlicher Sachbearbeiter bei der Deutschen Bauernbank, Landesstelle Halle, tätig. Von August bis Oktober 1952 war er Kontrollbeauftragter bei der Deutschen Bauernbank, Bezirksstelle Leipzig, und dann von November 1952 bis Mai 1953 Referent in der Zentrale der Deutschen Bauernbank in Berlin.
Von Juni bis Dezember 1953 war Geipel als Oberreferent, von Januar 1954 bis März 1955 als Abteilungsleiter in der Hauptverwaltung LPG im Ministerium für Land- und Forstwirtschaft der DDR tätig. Von März 1955 bis März 1956 studierte er Agrarpolitik an der Zentralschule des ZK in Schwerin. Von März 1956 bis November 1961 war er Instrukteur in der Abteilung Landwirtschaft, von November 1961 bis Februar 1963 dann als Leiter des Sektors II  für die Probleme der Ökonomik der sozialistischen Landwirtschaftsbetriebe verantwortlich. Von Februar bis Mai 1964 war er kurzzeitig stellvertretender Leiter der Abteilung Landwirtschaft im ZK der SED. 1963/64 gehörte er auch dem Redaktionskollektiv der Zeitschrift Neuer Weg an.
Von Juni 1964 bis November 1989 fungierte Geipel als Sekretär für Landwirtschaft der Bezirksleitung Neubrandenburg der SED. Von 1967 bis 1989 gehörte er als Abgeordneter auch dem Bezirkstag Neubrandenburg an.
Von April 1970 bis 1971 studierte er an der Parteihochschule des ZK der KPdSU in Moskau. Von Juni 1971 bis Dezember 1989 war Geipel Kandidat des Zentralkomitees der SED.
Geipel leitete als Kandidat des ZK der SED mehrmals Delegationen ins Ausland, so etwa im November 1973 eine Delegation, die auf Einladung des Präsidiums des Bundes der Kommunisten Jugoslawiens (BdKJ) in Belgrad weilte und von Budislav Šoškić empfangen wurde und im Juni 1986 eine Delegation nach Bissau, die von Tiago Aleluia Lopes, Mitglied des Politbüros der Afrikanischen Unabhängigkeitspartei Guineas und der Kapverden (PAIGC), empfangen wurde. Geipel gehörte auch der SED-Delegation an, die im Dezember 1986 den VI.  Parteitag der Kommunistischen Partei Vietnams in Hanoi besuchte. Dieser Parteitag beschloss umgreifende wirtschaftliche Reformen, die unter dem Begriff Đổi mới (vietnam. „Erneuerung“) bekannt geworden sind.

## Schriften (Auswahl)
- (zusammen mit Hannes Börner): Entfaltung der innergenossenschaftlichen Demokratie und Brigadearbeit in der LPG. In:  Einheit , 16. Jg. (1961), H. 1, S. 65–76.
- Die Ernte ist ein wichtiges Bewährungsfeld der Parteiarbeit. In: Neuer Weg (1979), H. 13, S. 503–505.
- 30 Jahre LPG. In: Einheit, 37. Jg. (1982), H. 6, S. 606–612.

## Auszeichnungen
- Vaterländischer Verdienstorden in Gold (1985)
- Orden „Banner der Arbeit“ Stufe I (1988)